# Provincias de Corea del Sur
Las provincias son la división de primer nivel en Corea del Sur. Hay 9 provincias en Corea del Sur: Chungcheong del Norte, Chungcheong del Sur, Gangwon, Gyeonggi, Gyeongsang del Norte, Gyeongsang del Sur, Jeju, Jeolla del Norte, Jeolla del Sur.

## Historia
Aunque los detalles de la administración local han cambiado drásticamente con el tiempo, el esquema básico del sistema actual de tres niveles fue implementado bajo el reinado de Gojong en 1895. Un sistema similar también sigue en uso en Corea del Norte.

## Tipos
Las provincias (도, 道) son la división administrativa de nivel más alto en Corea del Sur, siguiendo la tradición del Este Asiático de los circuitos. Junto con las provincias comunes, hay cuatro tipos de divisiones administrativas especiales con estatus idéntico: provincia autónoma especial, ciudad especial, ciudad metropolitana y ciudad autónoma especial. 
Una provincia autónoma especial (특별자치도, 特別自治道) es una provincia con más autonomía sobre su economía y con más poderes en sus gobernantes. Jeju es la única provincia autónoma especial, mientras que Seúl es la única ciudad especial y Sejong la única ciudad autónoma especial.

## Administración
Los gobernadores de las provincias y los alcaldes de las ciudades especiales/metropolitanas son elegidos cada cuatro años.

## Lista de provincias
| Nombre                | Hangul         | Hanja    | ISO   | Población (2021 est.) | Área (km²) | Densidad (/km²) | Capital   | Región   | Abreviación | Abreviación | Abreviación |
| --------------------- | -------------- | -------- | ----- | --------------------- | ---------- | --------------- | --------- | -------- | ----------- | ----------- | ----------- |
| Chungcheong del Norte | 충청북도       | 忠清北道 | KR-43 | 1 596 765             | 7 433      | 213             | Cheongju  | Hoseo    | Chungbuk    | 충북        | 忠北        |
| Chungcheong del Sur   | 충청남도       | 忠清南道 | KR-44 | 2 118 098             | 8 204      | 251             | Hongseong | Hoseo    | Chungnam    | 충남        | 忠南        |
| Gangwon               | 강원도         | 江原道   | KR-42 | 1 536 765             | 20 569     | 75              | Chuncheon | Gwandong | Gangwon     | 강원        | 江原        |
| Gyeonggi              | 경기도         | 京畿道   | KR-41 | 13 542 284            | 10 171     | 1 203           | Suwon     | Sudogwon | Gyeonggi    | 경기        | 京畿        |
| Gyeongsang del Norte* | 경상북도       | 慶尙北道 | KR-47 | 2 628 344             | 19 030     | 144             | Andong    | Yeongnam | Gyeongbuk   | 경북        | 慶北        |
| Gyeongsang del Sur    | 경상남도       | 慶尙南道 | KR-48 | 3 319 271             | 10 532     | 320             | Changwon  | Yeongnam | Gyeongnam   | 경남        | 慶南        |
| Jeju                  | 제주특별자치도 | 濟州道   | KR-49 | 676 079               | 1 849      | 315             | Jeju      | Jeju     | Jeju        | 제주        | 濟州        |
| Jeolla del Norte      | 전라북도       | 全羅北道 | KR-45 | 1 791 110             | 8 043      | 236             | Jeonju    | Honam    | Jeonbuk     | 전북        | 全北        |
| Jeolla del Sur        | 전라남도       | 全羅南道 | KR-46 | 1 835 690             | 11 858     | 163             | Namak     | Honam    | Jeonnam     | 전남        | 全南        |

## Provincias reclamadas
Corea del Sur reclama cinco provincias en el territorio controlado por Corea del Norte. Estas provincias son administradas por el Comité de las cinco provincias de Corea del Norte (en hangul, 이북5도위원회; en hanja, 以北五道委員會). Estas provincias se basan en las divisiones de la era japonesa y son distintas de las actuales Provincias de Corea del Norte.
| Provincia histórica | Nombre             | Hangul   | Hanja    | Área (km²) | Capital    | Región  | Abreviación | Abreviación | Abreviación |
| ------------------- | ------------------ | -------- | -------- | ---------- | ---------- | ------- | ----------- | ----------- | ----------- |
| Hamgyong            | Hamgyŏng del Norte | 함경북도 | 咸鏡北道 | 20,345     | Cheongjin  | Gwanbuk | Hambuk      | 함북        | 咸北        |
| Hamgyong            | Hamgyŏng del Sur   | 함경남도 | 咸鏡南道 | 31,977     | Hamhung    | Gwannam | Hamnam      | 함남        | 咸南        |
| Hwanghae            | Hwanghae           | 황해도   | 黃海道   | 16,744     | Haeju      | Haeseo  | Hwanghae    | 황해        | 黃海        |
| P'yŏngan            | P'yŏngan del Norte | 평안북도 | 平安北道 | 28,443     | Sinuiju    | Gwanseo | Pyeongbuk   | 평북        | 平北        |
| P'yŏngan            | P'yŏngan del Sur   | 평안남도 | 平安南道 | 14,944     | Pyeongyang | Gwanseo | Pyeongnam   | 평남        | 平南        |